# Aleksandr Kostinski
Aleksandr Michajłowicz Kostinski (ros. Александр Михайлович Костинский; ur. 19 stycznia 1946) – radziecki pisarz i scenarzysta.

## Wybrane scenariusze filmowe
- 1974: Powiastka o białej krze